# Тиана (Дисней)
Принцесса Тиана (англ. Princess Tiana) — главная героиня 49-го по счёту анимационного фильма студии «Walt Disney Pictures» «Принцесса и лягушка» (2009). Героиня была озвучена актрисой и певицей Аникой Нони Роуз, выбранной среди актрис Бейонсе, Дженнифер Хадсон, Алиши Киз и Тайры Бэнкс. Тиану в детстве озвучила актриса-ребёнок Элизабет М. Дэмпиер.
Тиана — официантка, живущая в Новом Орлеане, во Французском квартале, которая позже стала принцессой, выйдя замуж за принца Навина. Тиана очень целеустремлённая девушка, которая мечтает открыть собственный ресторан под названием «Дворец Тианы», и в конце фильма ей это удаётся.
Тиана — официальная принцесса Диснея. Она также первая принцесса франшизы негритянского происхождения, и вторая принцесса родом из Америки после Покахонтас.

## Появление

### Принцесса и лягушка
Очень трудолюбивая, но полностью позабывшая истину того, что важно, а что нет. Тиана днями трудится лишь для того, чтобы открыть свой ресторан, тем самым исполнив мечту своего покойного отца, но она терпит неудачу, и в результате ей снова нужны деньги. По случайности переодетая в маскарадный костюм принцессы, Тиана встречает принца Навина, которого колдун вуду, доктор Фасилье, превратил в лягушку. Заручившись обещанием принца, что он даст ей денег на ресторан, Тиана целует его, но так как она не настоящая принцесса, заклинание срабатывает наоборот, и героиня сама превращается в лягушку. Вскоре принц и официантка в облике лягушек оказываются на болоте. Блуждая по болотам, они встречают аллигатора Луи, играющего джаз, а также весёлого светлячка Рэя (он же Рэймонд), влюблённого в звезду на ночном небе, которую он зовёт Эванджелиной.
Заручившись поддержкой новых странных друзей, они приходят к удивительно добродушной, но ужасно странной колдунье вуду, Оди, которая находит способ помочь им снова стать людьми (по сюжету она обитает в «самом далёком, самом тёмном уголке поймы Миссисипи»). В старой рыбацкой лодке, подвешенной вверх дном на гигантском дереве, Мама Оди и её ручная змея Жужу снимают порчу, заговоры и заклятья для всех нуждающихся.
Тиана и Навин возвращаются в Новый Орлеан, потому что теоретически снять заклятие может поцелуй подружки Тианы, Шарлотты (которая на время является принцессой парада). Но там их находит доктор Фасилье, стремящийся получить кровь Навина, чтобы замаскировать под него своего помощника Лоренса (завистливого бывшего лакея Навина). Колдун и его тени ищут героев. Рэй уничтожает тени своим светом, но Фасилье убивает его и пытается уговорить Тиану встать на его сторону в обмен на её прежний вид и исполнение её мечты, на что та отказывается.
Тогда колдун пытается убить девушку в облике лягушки, но она разбивает амулет превращения, который Фасилье позаимствовал у духов. Последние прибывают, запугивают его и забирают к себе в преисподнюю, оставив последнее напоминание о колдуне — могильный камень. В конце фильма между Тианой и Навином разгорается истинная любовь, и именно это возвращает им человеческий облик. Они женятся, и Тиана становится владелицей ресторана, исполнив свою мечту, а Рэй присоединяется к своей возлюбленной на ночном небе тем способом, что он сам стал звездой.

### Однажды в сказке
Появляется в 7 сезоне американского телесериала канала ABC Однажды в сказке. Роль Тианы исполняет актриса Мекиа Кокс
Тиана, она же Сабина в Гиперион Хайтс, является подругой Золушки/Джасинды (Дания Рамирес) и членом команды сопротивления, направленной против Леди Тремейн (Габриэль Анвар).

### Ральф против интернета
Появляется, когда Ванилопа входит во дворец принцесс и говорит, что она тоже принцесса.